# Czernyola biseta
Czernyola biseta är en tvåvingeart som beskrevs av Friedrich Georg Hendel 1913. Czernyola biseta ingår i släktet Czernyola och familjen träflugor. Inga underarter finns listade i Catalogue of Life.